# ヒカルタカイ
ヒカルタカイは、日本の競走馬である。南関東公営競馬の初代三冠馬で、中央競馬に移籍後は天皇賞（春）・宝塚記念を制した。リンボーの代表産駒である。
半妹にタカイホーマ（父・スパニッシュイクスプレス）がいる。

## 概要
馬齢は旧表記を用いる。
3歳となった1966年に大井競馬場でデビューした。購買価格70万円と破格の安さで売られたことや当初抱えていた脚部不安のため、評価は高くなかったが、全日本三才優駿・青雲賞優勝を含む7戦4勝を挙げた。なお、2戦目(大井競馬場・ダート1000m)では1分0秒2というレコードタイムを出した。
4歳となった1967年は12戦7勝で黒潮盃および南関東三冠競走(羽田盃・東京ダービー・東京王冠賞)を全て優勝し、三冠競走創設以来初となる三冠馬となった。この年の最終戦となった12月の東京大賞典は2着に終わったものの、その評価が下がることはなく、同年の公営日本一・公営日本一最良の4歳馬を受賞している。
古馬となった1968年。元日の新春盃（2着）を最後に中央競馬に移籍した。オープン競走を3戦連続2着で迎えた天皇賞（春）では2着馬タイヨウに2秒8差の大差（記録上は「大差」。馬身に換算すると17馬身と推測される。着差の項目を参照）という八大競走史上最大の着差をつけ優勝。「雨天に助けられた」と見る向きもあったが、続く宝塚記念も2分14秒7のレコードタイムで優勝したことでこれを払拭。この功績により同年の啓衆社賞最優秀古馬牡馬を受賞した。同年は6戦2勝。
9ヶ月休養後、1969年は脚部不安が祟ったのか6戦1勝に終わり、12月6日のオープン戦6着を最後に引退。引退後は種牡馬となったが、産駒は報知オールスターカップを優勝したモブスターを出した程度に終わった。母の父としては桜花賞を優勝したダイアナソロンを出している。
本馬の競走能力について、天皇賞(春)・宝塚記念でコンビを組んだ野平祐二は「『強い』の一語に尽きる」と高い評価を与えている。

## 血統表
| ヒカルタカイの血統（マンノウォー系/ダイオライト4×4=12.50% (母内) ） | ヒカルタカイの血統（マンノウォー系/ダイオライト4×4=12.50% (母内) ） | ヒカルタカイの血統（マンノウォー系/ダイオライト4×4=12.50% (母内) ） | （血統表の出典）     | （血統表の出典） |
| 父 *リンボー Limbo 1949                                             | 父の父War Admiral 1934 栗毛                                         | Man o'War                                                           | Fair Play            | Fair Play        |
| 父 *リンボー Limbo 1949                                             | 父の父War Admiral 1934 栗毛                                         | Man o'War                                                           | Mahubah              |                  |
| 父 *リンボー Limbo 1949                                             | 父の父War Admiral 1934 栗毛                                         | Brushup                                                             | Sweep                | Sweep            |
| 父 *リンボー Limbo 1949                                             | 父の父War Admiral 1934 栗毛                                         | Brushup                                                             | Annette K.           |                  |
| 父 *リンボー Limbo 1949                                             | 父の母Boojie 1943                                                   | Boojum                                                              | John P Grier         | John P Grier     |
| 父 *リンボー Limbo 1949                                             | 父の母Boojie 1943                                                   | Boojum                                                              | Elf                  |                  |
| 父 *リンボー Limbo 1949                                             | 父の母Boojie 1943                                                   | Foxiana                                                             | Stefan the Great     | Stefan the Great |
| 父 *リンボー Limbo 1949                                             | 父の母Boojie 1943                                                   | Foxiana                                                             | Istar                |                  |
| 母 ホマレタカイ 1960 鹿毛                                           | 母の父ハクリヨウ 1950 鹿毛                                          | *プリメロ Primero                                                   | Blandford            | Blandford        |
| 母 ホマレタカイ 1960 鹿毛                                           | 母の父ハクリヨウ 1950 鹿毛                                          | *プリメロ Primero                                                   | Athasi               |                  |
| 母 ホマレタカイ 1960 鹿毛                                           | 母の父ハクリヨウ 1950 鹿毛                                          | 第四バツカナムビューチー                                            | *ダイオライト        | *ダイオライト    |
| 母 ホマレタカイ 1960 鹿毛                                           | 母の父ハクリヨウ 1950 鹿毛                                          | 第四バツカナムビューチー                                            | バツカナムビューチー |                  |
| 母 ホマレタカイ 1960 鹿毛                                           | 母の母シマノオー 1953 鹿毛                                          | クモハタ                                                            | *トウルヌソル        | *トウルヌソル    |
| 母 ホマレタカイ 1960 鹿毛                                           | 母の母シマノオー 1953 鹿毛                                          | クモハタ                                                            | *星旗                |                  |
| 母 ホマレタカイ 1960 鹿毛                                           | 母の母シマノオー 1953 鹿毛                                          | 昇正                                                                | *ダイオライト        | *ダイオライト    |
| 母 ホマレタカイ 1960 鹿毛                                           | 母の母シマノオー 1953 鹿毛                                          | 昇正                                                                | *種正 F-No.5-h       |                  |

### 父リンボーについて
リンボーは1949年アメリカ産。もとは種牡馬として父ウォーアドミラルやマームードを繋養していたC・V・ホイットニー所有だったが、蹄に不安を生じたことからセリに出されていたのを渡米中の白井新平が2000ドルで買い求めた。種牡馬として引退後は買い戻す契約で後楽園スタヂアム社長田邊宗英が所有し矢野幸夫厩舎からデビューすると、6歳の1月にレース中故障を発症するまで23戦9勝、獲得賞金156万円の戦績を残している。1953年1月15日に行われた中山の80万下競走で脱臼し競走中止、予後不良の判断が下され、殺処分されそうになった際に怯えて暴れ、たまたま脱臼した部分がはまったため、死を免れて引退、種牡馬としての道を歩むこととなる。種牡馬としては青森の三浦牧場や門別の豊洋牧場で繋養され、貴重なマンノウォー系種牡馬として道悪馬場とダートに定評があった。ヒカルタカイ以外の代表産駒にコウライオー(日本経済新春杯・京都盃・神戸盃)やコクユウ（大井杯、大井記念、金盃、平和賞）、タケデンボー(ダイオライト記念、ゴールドカップ、平和賞)、マンノージヨウ（キヨフジ記念2着、イチコンコルドオウの母、ハシルショウグンの2代母）がいるほか、母の父としてアングロアラブのシナノリンボー、天皇賞馬アイフル、キシュウローレル（阪神3歳ステークス）、タケデンファイター（北日本マイルチャンピオンシップ南部杯など）などを出している。
1967年3月に心臓麻痺で急死したが、奇しくもこの年に最高傑作のヒカルタカイが南関東三冠を達成した。牝系は英国二冠馬ショットオーヴァーのうち、フリゼットを経ないラインにあたる。